# Une vie suspendue
Pour plus de détails, voir Fiche technique et Distribution.
Une vie suspendue (حياة معلقة, Ghazl el-Banat), ou L'Adolescente, sucre d'amour, est un film franco-libanais, en coproduction canadienne, réalisé par Jocelyne Saab, sorti en 1985.

## Synopsis
Dans Beyrouth en guerre, Samar, jeune fille née dans cette guerre du Liban, rencontre Karim, un peintre qui est en train de perdre le goût de la vie. Une histoire d'amour intense nait entre ces deux rescapés

## Fiche technique
- Titre : Une vie suspendue ou L'Adolescente, sucre d'amour
- Titre original : حياة معلقة
- Réalisation : Jocelyne Saab
- Scénario : Gérard Brach,  Jocelyne Saab et Samir Sayegh (dialogue)
- Image : Claude La Rue
- Montage : Philippe Gosselet
- Musique : Siegfried Kessler et François Dompierre
- Son : Pierre Lorrain
- Production : Denis Héroux et Rafik Boustani
- Société de production : Aleph Production, Balcon Production, Cinévidéo (Canada)
- Pays d'origine :  Liban,  France,  Canada
- Format : Couleurs - 1,66:1 - Mono - 35 mm
- Genre : Comédie dramatique
- Durée : 90 minutes
- Date de sortie : 12 mai 1985, Cannes, Quinzaine des réalisateurs[2]

## Distribution
- Jacques Weber : Karim
- Hala Bassam : Samar
- Juliet Berto : Juliette
- Youssef Housni : Donatien
- Denise Filiatrault : La mère
- Ali Diab : Le père
- Khaled El Sayed : Le borgne
- Claude Préfontaine : Elie
- Souheir Salhani : Leila

## Autour du film
Le premier titre choisi pour le film est Adolescente, sucre d’amour.